# Puntwederik
De puntwederik (Lysimachia punctata) is een overblijvende plant, die ingedeeld wordt bij de sleutelbloemfamilie (Primulaceae), zoals in de Heukels, of, zoals bij APG, tot de familie Myrsinaceae. De plant wordt gebruikt in de siertuin en is ook verwilderd te vinden. Van nature komt de puntwederik voor in Oost- en Zuidoost-Europa.
De plant wordt 40-100 cm hoog, heeft rechtopstaande, zacht behaarde stengels en wortelstokken. De eironde bladeren zitten in kransen van drie tot vier bladeren bijeen. Op de bladeren zitten onregelmatige rode klierpuntjes waaraan deze wederik zijn naam te danken heeft. Ze zijn goed te zien als het blad tegen het licht gehouden wordt.
De puntwederik bloeit van juni tot augustus met gele of oranje, 7-30 mm grote bloemen. Het hart van de bloem is meestal rood. De bloemen zitten met twee tot acht bij elkaar in schijnkransen in de bladoksels. De kelk is groen en heeft 5-10 mm lange slippen.
De vrucht is een doosvrucht.
De plant komt voor op moerasachtige plekken tussen bomen en struiken.

## Namen in andere talen
De namen in andere talen kunnen vaak eenvoudig worden opgezocht met de interwiki-links.
- Duits: Punktierter Gilbweiderich
- Engels: Whorled loosestrife, Yellow loosestrife
- Frans: Lysimaque ponctuée